# Liliana Miraglia
Liliana Miraglia Orabona (Guayaquil, 1952) es una escritora y fotógrafa ecuatoriana. Es considerada una de las escritoras pioneras de la cuentística femenina ecuatoriana del siglo XX.

## Biografía
Realizó sus estudios superiores en la Universidad Católica de Santiago de Guayaquil, donde cursó la carrera de literatura. Posteriormente realizó una maestría en escritura en la Universidad de las Artes.
En la década de 1980, formó parte de los talleres literarios del Banco Central del Ecuador organizados por el escritor Miguel Donoso Pareja. Durante aquellos años, apareció en varias antologías de cuentos ecuatorianos. En 1989, Miraglia publicó su primer libro en solitario, La vida que parece, conformado por 19 relatos. Sobre esta obra, el escritor Raúl Vallejo alabó el «manejo de la ambigüedad», en particular en cuentos como «Una carta para Ivonne».
Su segunda obra fue el libro de cuentos Un close up prolongado, publicado en 1996 por editorial Abrapalabra y que fue calificado por el crítico Pablo A. Martinez como uno de los libros de relatos «fundadores de la cuentística ecuatoriana de
los 90, posmoderna y neopopular».
En 2024 publicó la novela París 5 de la mano de la editorial Báez Editores, en la que recuenta la experiencia de un viaje, tanto real como simbólico, a través de apuntes, recuerdos y reflexiones.

## Obras
- La vida que parece (1989), cuentos
- Un close up prolongado (1996), cuentos
- París 5 (2024), novela

Relatos suyos aparecieron además en las siguientes antologías:
- Así en la tierra como en los sueños (1991)
- Antología de narradoras ecuatorianas (1997)
- 40 cuentos ecuatorianos (1997)
- Antología básica del cuento ecuatoriano (1998)
- Cuento ecuatoriano de finales del siglo XX (1999)
- Antología esencial -Ecuador siglo XX- El cuento (2005)
- Quito te cuento (2012)